# Barbatula barbatula
Statut de conservation UICN

 LC  : Préoccupation mineure
Espèce
Synonymes
- Nemacheilus barbatulus
- Cobitis barbatula

La Loche franche (Barbatula barbatula) est une espèce de poissons benthiques d'eau douce autochtone de l'Europe occidentale et centrale et du nord de l'Espagne jusqu'au sud de la Suède.

## Répartition géographique et habitat
La loche franche est uniformément répartie dans toute l'Europe sauf en Espagne et dans certaines régions d'Italie. C'est un poisson discret qui vit caché le jour et fréquente les mêmes zones que la truite (Salmo trutta) et le chabot commun. Ses besoins en oxygène sont assez élevés, mais on peut la rencontrer en aval dans les eaux pures.

## Description
La loche franche a un corps allongé cylindrique et légèrement comprimé latéralement atteignant jusqu'à 20 cm de longueur. Elle n'a pas d'écailles, mais est couverte d'un épais mucus. La tête est massive, la bouche, en position nettement infère, est entourée de six barbillons de taille égale. Les yeux sont petits et occupent une position dorsale. Les nageoires sont assez développées, surtout les pectorales, la caudale n'est pas arrondie mais légèrement tronquée. Le dos est brun, les flancs, plus clairs, brun jaunâtre sont marbrés. Le ventre est clair, penchant vers le beige.

## Comportement
La loche franche est un poisson benthique et lucifuge. Elle ne s'active en pleine eau que la nuit et reste cachée pendant la journée sous les pierres, dans le sable ou la végétation.

## Reproduction
Au printemps, vers avril, chaque femelle pond environ 500 000 œufs visqueux qui adhèrent aux cailloux, dans les eaux courantes et peu profondes. La maturité sexuelle est atteinte en trois ans, pour une longévité avoisinant les dix ans.

## Dimorphisme sexuel
Le mâle a le second rayon des nageoires pectorales plus long et plus épais.

## Pêche
Elle est parfois prise sur des lignes fines. Mais elle ne suscite pas beaucoup d'intérêt chez les pêcheurs.